# ランドルフ・クワーク
クワーク男爵チャールズ・ランドルフ・クワーク（Charles Randolph Quirk, Baron Quirk、1920年7月12日 - 2017年12月20日）は、イギリスの言語学者であり、一代貴族。クワークは1968年から1981年までユニヴァーシティ・カレッジ・ロンドンの英語・英文学クエイン教授を務めた。貴族院では無所属議員として議席を有していた。

## 人生と経歴
クワークは、マン島のカーク・マイケル近郊にある家族が農業を営んでいた農場、ラムフェルで、トーマスとエイミー・ランドルフ・クワークの息子として生まれた。彼は島にあるダグラス男子高校に通い、その後、ユニバーシティ・カレッジ・ロンドン（UCL）に進学し、A.H.スミスの下で英語を学んだ（学部は戦争の影響でアベリストウィスに移転していた）。彼の学業は1939年に始まったが、1940年に第二次世界大戦での5年間の英国空軍（RAF）の爆撃部隊での兵役によって中断された。兵役中に彼は飛行中隊長（squadron leader）の階級まで昇進した。
クワークは爆発物に深く興味を持ち、化学の通信教育課程を始めた。しかし、彼の英語学の学士号取得は1945年から1947年まで（学部はブルームズベリーに戻っていた）に完了し、その後ケンブリッジで研究員の職に就くよう誘われた。しかし、彼はUCLからの講師の職のオファーを受け入れ、1952年まで務めた。この期間に彼は音韻論の修士号と統語論の博士号を取得し、1951年には博士研究員としてコモンウェルス基金のフェローシップを得てイェール大学とミシガン州立大学に在籍した。1952年にアメリカから帰国後まもなく、彼はダラム大学に移り、1954年にリーダー、1958年に教授となった。1960年にUCLの教授として戻り、1968年にスミスの後を継いでクエイン教授となり、1981年までその職を務めた。
クワークはUCLで古英語（アングロ・サクソン語）と英語史の講義とセミナーを行った。これら二つの分野は、学部課程の最終試験における十分野の一つであった。当時、古英語、中英語、そして英語史はすべてそのコースの必修科目であった。彼はまた、音声学部のA.C.ギムソンおよびJ.D.オコナーと緊密に連携し、時には音声学の口頭試験の試験官を務めることもあった。
1985年、バース大学から名誉文学博士号を授与された。

## 英語慣用調査
1959年、クワークはヴァレリー・アダムズ、デレク・デイヴィー、デヴィッド・クリスタルとともに、英語慣用調査（Survey of English Usage）を設立した。彼らは1955年から1985年にかけて作成されたイギリス英語の書かれたものと口語のサンプルを収集した。コーパスは200のテキストで構成され、各テキストは5,000語である。口語のテキストには会話と独白が含まれ、書かれたテキストには読むことと朗読の両方を目的とした資料が含まれる。
このプロジェクトは、広く使用されている参考文法書であり、ギリシア語やラテン語の模範から派生した規則によって構成されたものではなく、実際に使用されている英語に関する初の文法書となる「A Comprehensive Grammar of the English Language」の基礎となるはずであった。クワークとその共同研究者たちは、規範文法ではなく記述文法を提案し、英語話者の異なるグループが異なる用法を選択することを示し、正しいのは効果的に伝達できるものであると主張した。この研究は画期的なものであったが、提案された欠点の一つは、使用された例が学者によって書かれたものであり、サマースクールの講師の一人であるエドワード・ブラックが好んだようにテキストから収集されたものではなかったことである。

## 英語サマースクール
クワークが最も気に入っていた事業の一つに、ロンドン大学英語サマースクールがあった。前述の同僚や、彼の友人である新進気鋭の学者たちが、1ヶ月間教えに来ていた。それは世界で最も卓越した英語教師の集団とみなされていた。滞在していた学生は、海外からの学者、教師、学生だった。彼は熱意をもって社交生活に身を投じ、「数パイント」のビールを飲みながら、コックニー訛りでヴィクトリア朝のバラードを歌うのを楽しんだ。スクールがクイーン・エリザベス・カレッジからニュー・クロスに移転すると、人数は急速に減少した。その後、最後に成功した校長は、音声学者のJ.D.オコナーであった。

## 受賞歴
クワークは、1976年の新年叙勲で大英帝国勲章コマンダーを授与され、1985年にナイトの称号を授与された。彼は生涯を通じて公然と労働党の支持者であったが、貴族院では無所属議員として議席を有していた。彼は1985年から1989年まで英国学士院の会長を務め、1994年7月12日にはロンドン特別区カムデンのブルームスベリーのクワーク男爵として一代貴族となった 。彼はピアソン・エデュケーションとリングアフォン研究所の役員を務めた。

## 私生活
2017年に亡くなるまで、彼はドイツとイングランドに住んでいた。彼の2番目の妻は、ドイツの言語学者ガブリエレ・シュタインであった。彼女は2020年3月6日に亡くなった。

## 出版

### 書籍
- Quirk, Randolph; Wrenn, Charles Leslie (1957). An Old English Grammar. Taylor & Francis, p. 166. ISBN 0-416-77240-4
- Quirk, Randolph; Greenbaum, Sidney; Leech, Geoffrey; Svartvik, Jan (1985). A comprehensive grammar of the English language. Harlow: Longman, p. 1779. ISBN 0-582-51734-6
- Quirk, Randolph (1986). Words at work: lectures on textual structure. NUS Press, p. 137. ISBN 9971-69-102-7
- Greenbaum, Sidney; Quirk, Randolph (1990). A Student's Grammar of the English Language. Addison Wesley Publishing Company, p. 496. ISBN 0-582-05971-2

### 序文
- Jan Marsh, Spoken, Broken and Bloody English: The Story of George Bernard Shaw, Linguaphone and Eliza Doolittle, London: Linguaphone Institute, 2002.